# Лавров, Владимир Александрович (оператор)
Влади́мир Алекса́ндрович Лавро́в (1909 — до 1981) — советский оператор и режиссёр документального кино. Заслуженный деятель искусств Туркменской ССР, лауреат Сталинской премии третьей степени (1952).

## Биография
Родился 19 ноября (2 декабря) 1909 года. В 1931 году по окончании операторского отделения Ленинградского кинофототехникума принят на работу в Туркменское государственное фотокинопредприятие Наркомпроса ТССР (С 1958 года — «Туркменфильм»).
Его картины запечатлели основные события жизни республики. Кроме фильмов является автором сюжетов для кинопериодики «Новости дня», «Советский спорт», «Советский Туркменистан».
Скончался до 1 марта 1981 года.

## Фильмография
Оператор
- 1931 — Особый заказ
- 1932 — Первый в пустыне
- 1933 — Болезни овец и ягнят
- 1933 — Фабар
- 1936 — Небывалое
- 1938 — Пограничники
- 1939 — Туркменистан
- 1942 — По Ирану
- 1946 — Советский Туркменистан
- 1951 — Советский Туркменистан
- 1953 — В горах Копет-Дага
- 1953 — Великое прощание (в соавторстве; не выпущен)
- 1954 — На востоке Каспийского моря
- 1957 — Афганистан
- 1958 — Когда приходит вода
- 1959 — На преображённой земле
- 1960 — Народные таланты
- 1960 — На земле Туркменской
- 1961 — Рассказ о туркменском ковре
- 1961 — Слово старика — закон
- 1961 — Хозяева земли
- 1962 — Сердце бьётся
- 1964 — Таким мы его помним
- 1965 — Доброе море
- 1967 — Встречи под солнцем
- 1968 — Всегда в пути
- 1970 — Верен тебе

Режиссёр
- 1953 — В горах Копет-Дага
- 1958 — Когда приходит вода
- 1959 — На преображённой земле
- 1961 — Слово старика — закон
- 1962 — Сердце бьётся
- 1965 — Доброе море
- 1968 — Всегда в пути
- 1970 — Верен тебе

Сценарист
- 1947 — Богатство чёрных песков
- 1951 — Пустыня в цвету
- 1954 — Мургабский оазис

## Награды и премии
- орден «Знак Почёта» (6 марта 1950) — за выдающиеся заслуги в развитии советской кинематографии, в связи с 30-летием[4];
- Сталинская премия третьей степени (1952) — за полнометражную картину «Советский Туркменистан» (1951)[1];
- заслуженный деятель искусств Туркменской ССР[1].

## Комментарии
1. ↑  В Справочнике Союза кинематографистов СССР 1981 года, зафиксировавшего списочный состав на 1 марта 1981 года, имя В. А. Лаврова отсутствует[3].